# Blocco Fiammingo
Il Blocco Fiammingo (in fiammingo Vlaams Blok) è stato un partito politico di estrema destra belga attivo dal 1974 al 2004.

## Storia
Il partito ha fatto la sua prima comparsa alle elezioni politiche del 1978. In tale occasione, esso si presentava come un cartello elettorale tra due partiti minori, il Partito Nazionale Fiammingo di Karel Dillen e il Partito Popolare Fiammingo di Lode Claes. Questi due partiti si erano formati in seguito ad una scissione dall'Unione Popolare, che allora era il maggior partito di destra.
Il partito si è subito radicato nel sistema politico del Paese, specie intorno ad Anversa.
Il 9 novembre 2004, il Vlaams Blok è stato condannato per violazione della legge sul razzismo e la xenofobia. Il partito si è quindi sciolto dando luogo ad un nuovo soggetto politico, Interesse Fiammingo (Vlaams Belang).
L'ultimo presidente del Blocco Fiammingo fu Frank Vanhecke. Altri politici di spicco del partito erano Filip Dewinter e Gerolf Annemans.

## Posizioni
I temi principali del partito erano l'indipendenza delle Fiandre, la difesa della famiglia tradizionale e il contrasto all'immigrazione.
Per le sue posizioni, ritenute in contrasto con l'ordinamento democratico, il partito è stato escluso da ogni livello di governo. Tutte le forze politiche del Paese si sono infatti impegnate a non allearsi con il Vlams Block, stipulando un patto denominato cordone sanitario.

## Presidenti

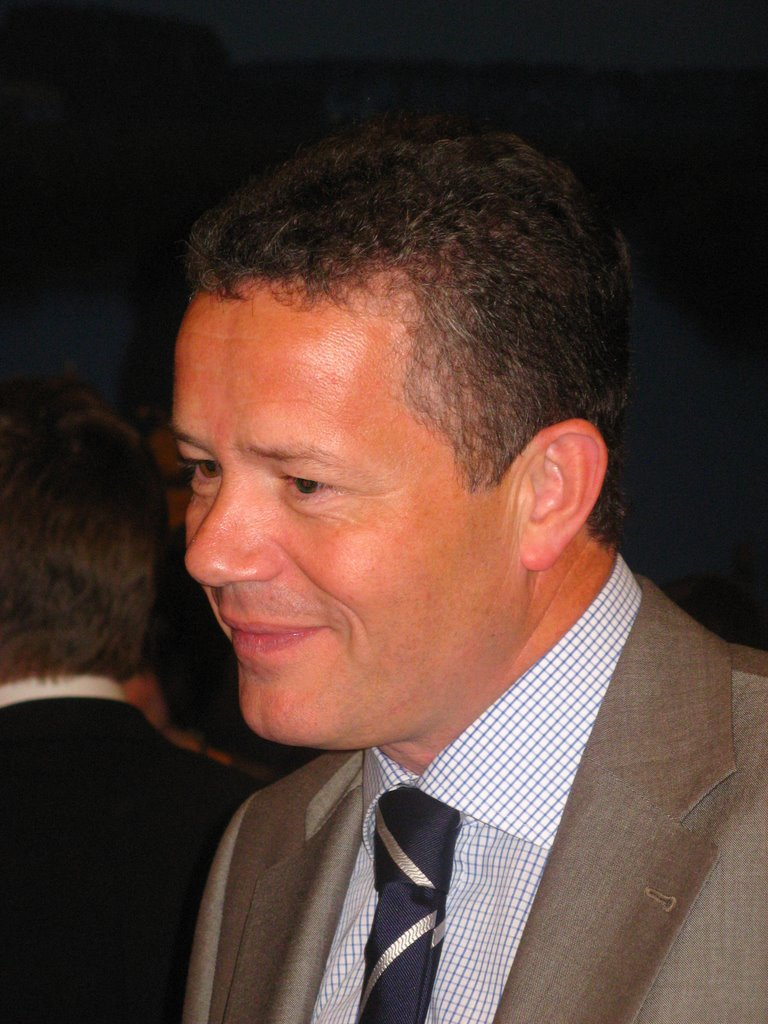
Frank Vanhecke, ultimo presidente del Blocco Fiammingo

| Presidente     | Periodo                          | Note                         |
| -------------- | -------------------------------- | ---------------------------- |
| Karel Dillen   | 28 maggio 1979 – 8 giugno 1996   |                              |
| Frank Vanhecke | 8 giugno 1996 – 14 novembre 2004 | Rieletto il 4 febbraio 2001. |

## Ex membri
- Wilfried Aers
- Gerolf Annemans
- Erik Arckens
- Roger Bosman
- Roger Bouteca
- Mathieu Boutsen
- Isidoor Buelens
- Xavier Buisseret
- Koen Bultinck
- Yves Buysse
- Nancy Caslo
- Jean Caubergs
- Jurgen Ceder
- Lode Claes
- Alexandra Colen
- Frank Creyelman
- Johan Deckmyn
- Monique De Gryze
- Hilde De Lobel
- Filip De Man
- Johan Demol
- Herman De Reuse

- Filip Dewinter
- Guy D'haeseleer
- Karel Dillen
- Koen Dillen
- Marijke Dillen
- Jean Geraerts
- Marleen Govaerts
- Hagen Goyvaerts
- Pieter Huybrechts
- Joris Huysentruyt
- Nele Jansegers
- Bart Laeremans
- Julien Librecht
- Dominiek Lootens-Stael
- Ignace Lowie
- Jan Mortelmans
- Staf Neel
- Walter Peeters
- Jan Penris
- Roeland Raes
- Bert Schoofs
- Luc Sevenhans

- John Spinnewyn
- Felix Strackx
- Guido Tastenhoye
- Jos Van Assche
- Johan Van Brusselen
- Jaak Van den Broeck
- Francis Van den Eynde
- Marleen Van den Eynde
- Anke Van dermeersch
- Roland Van Goethem
- Joris Van Hauthem
- Frank Vanhecke
- Luk Van Nieuwenhuysen
- Karim Van Overmeire
- Frieda Van Themsche
- Gerda Van Steenberge
- Roeland Van Walleghem
- Christian Verougstraete
- Rob Verreycken
- Wim Verreycken
- Miel Verrijken
- Frans Wymeersch

## Risultati elettorali
| Elezioni          | Voti    | Seggi    |
| ----------------- | ------- | -------- |
| Parlamentari 1978 | 75 635  | 1 / 212  |
| Parlamentari 1981 | 66 424  | 1 / 212  |
| Europee 1984      | 73 174  | 0 / 24   |
| Parlamentari 1985 | 85 391  | 1 / 212  |
| Parlamentari 1987 | 116 534 | 2 / 212  |
| Europee 1989      | 214 117 | 1 / 24   |
| Parlamentari 1991 | 405 247 | 12 / 212 |
| Europee 1994      | 463 919 | 2 / 25   |
| Parlamentari 1995 | 475 677 | 11 / 150 |
| Europee 1999      | 584 392 | 2 / 25   |
| Parlamentari 1999 | 613 399 | 15 / 150 |
| Parlamentari 2003 | 767 605 | 18 / 150 |